# アヤハディオ
アヤハディオは、滋賀県内を中心に京都府南部・大阪府北部・福井県嶺南・三重県北勢でホームセンターを経営する企業である。

## 概要
当初は日曜大工の店として建材や工作道具を販売する店舗形態であったが、日用生活全般をサポートする総合店舗へと変遷した。現在はアヤハディオの他にディオワールドとディオハウスの各店舗やリフォームサービス・ネット通販も運営している。

## 沿革
- 1961年（昭和36年）10月：会社設立[1]。
- 1976年（昭和51年）4月：ホームセンター事業に進出し、日曜大工センターアサヒの1号店が滋賀県栗太郡栗東町（現：滋賀県栗東市）にオープンする。
- 1991年（平成3年） 4月：店舗名をアヤハディオに変更[要出典]。
- 1996年（平成8年）3月：大型ホームセンター[3]、ディオワールドの1号店が滋賀県草津市に開店する。

（注記なき出典：）

## 店舗
先述の通り、滋賀県を中心に店舗を展開している。なお、ディオワールドの店舗に関する詳細は同記事を、最新の店舗情報は公式サイトをそれぞれ参照されたい。

### 滋賀県
- ディオワールド 草津店
- アヤハディオ 大津店
- アヤハディオ 西大津店
- アヤハディオ 堅田店
- アヤハディオ 瀬田店
- アヤハディオ 追分店
- アヤハディオ 栗東店
- アヤハディオ 守山店
- アヤハディオ 近江八幡店
- アヤハディオ 八幡西ノ庄店
- アヤハディオ 湖東店
- アヤハディオ 水口店
- アヤハディオ 南彦根店
- アヤハディオ 長浜店
- アヤハディオ 安曇川店

### 京都府
- ディオハウス 西ノ京店
- アヤハディオ 吉祥院八条店
- アヤハディオ 城陽店
- アヤハディオ 亀岡店

### 大阪府
- アヤハディオ 箕面彩都店

### 福井県
- アヤハディオ 小浜店
- アヤハディオ 敦賀店

### 三重県
- ディオワールド 四日市店

（出典：）

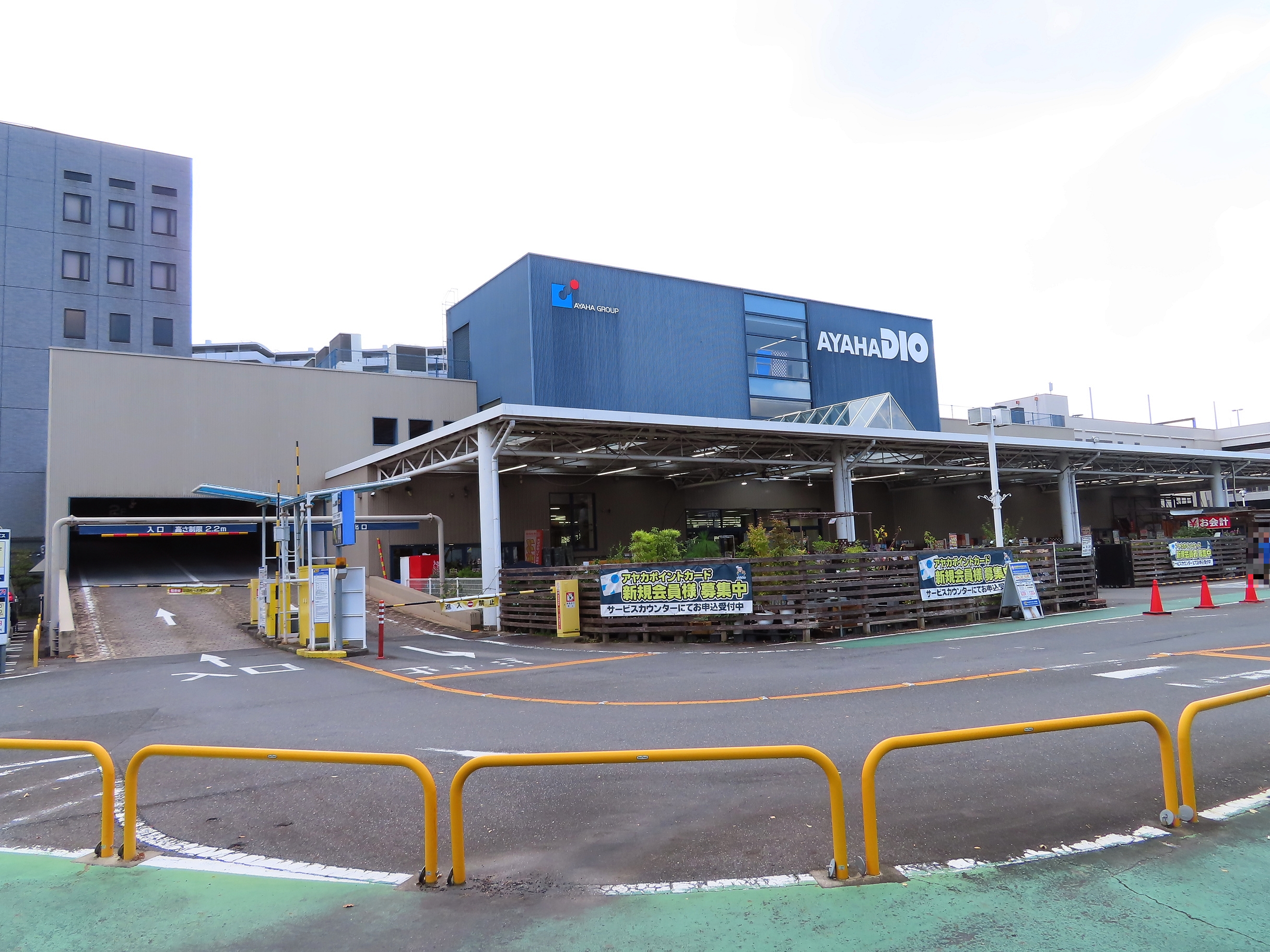
アヤハディオ 大津店
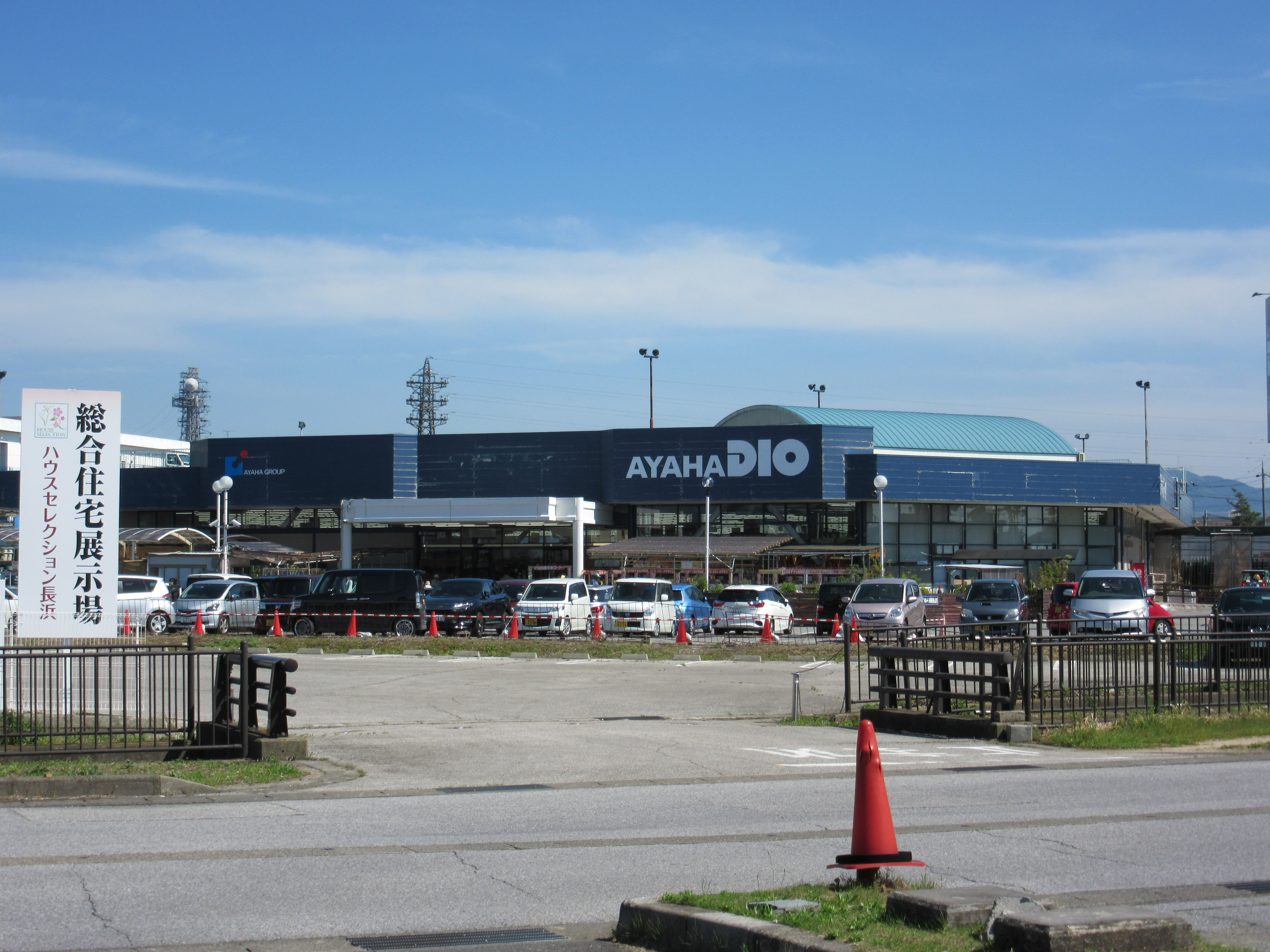
アヤハディオ 長浜店
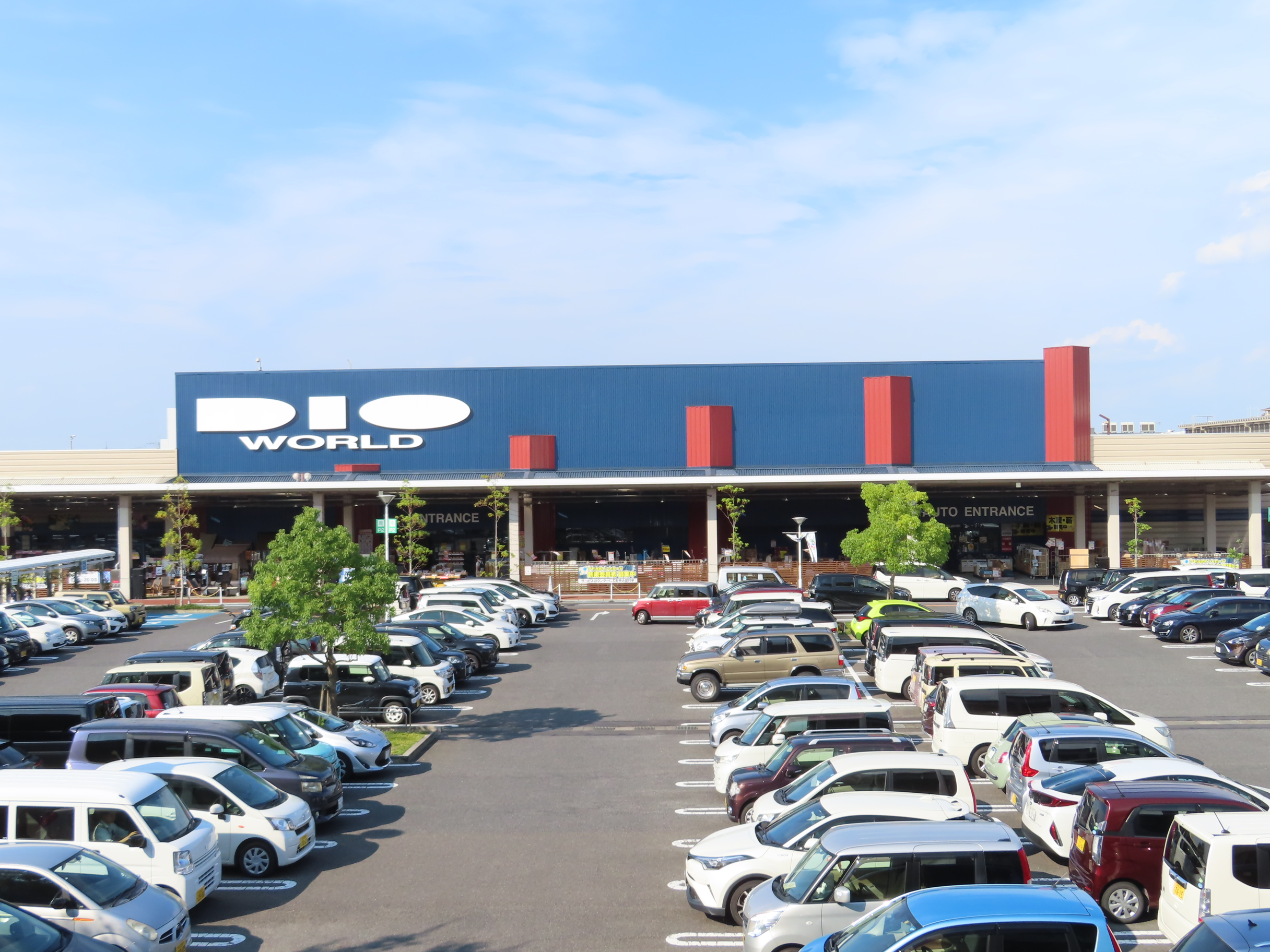
ディオワールド草津店 本館
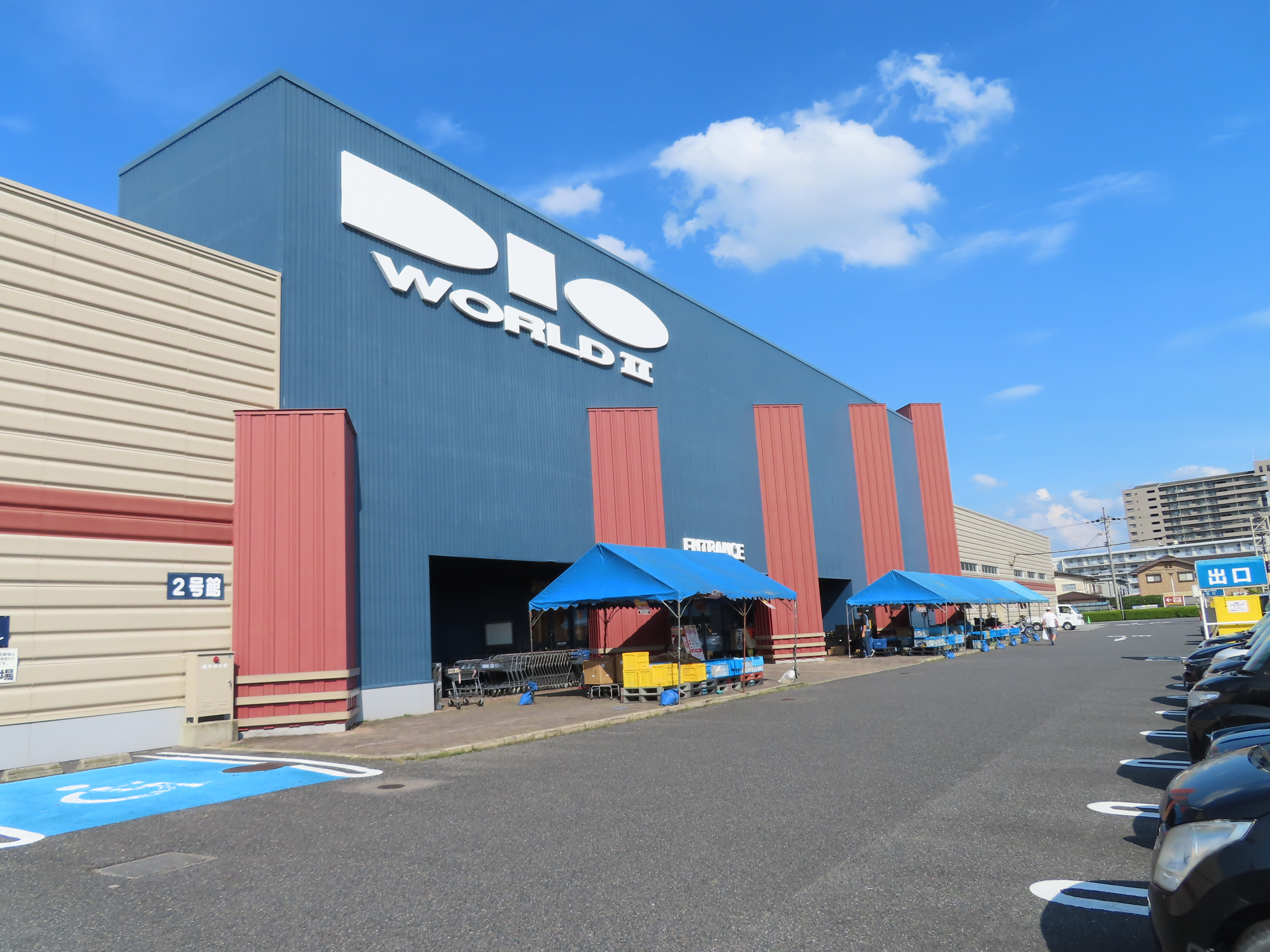
ディオワールド草津店 2号館
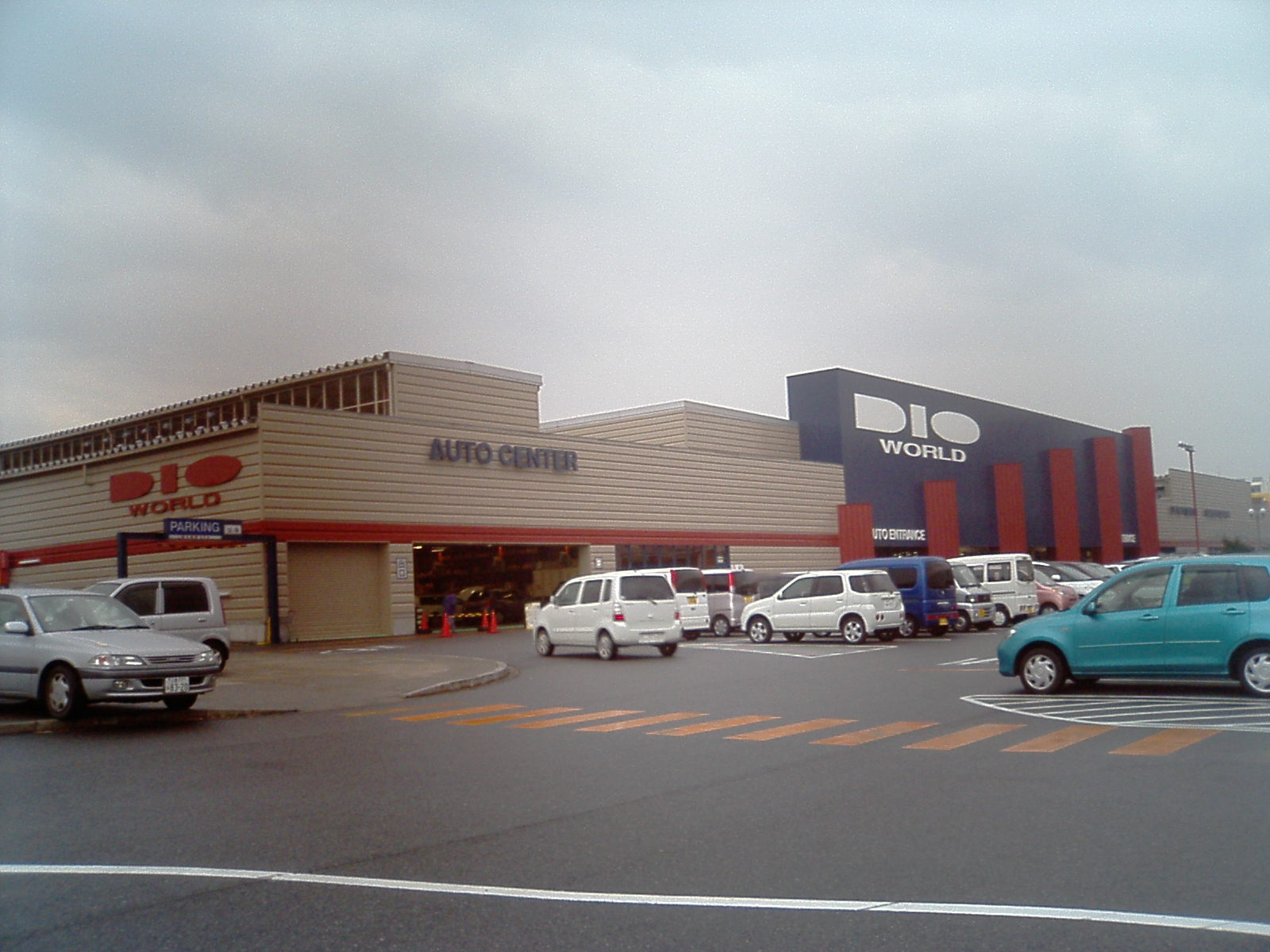
ディオワールド四日市店

## 取扱サービス
下記の各サービスを扱うが、扱う内容は店舗ごとに異なる。各サービスの詳細は「サービス案内」を参照。
- 花工房 - 花・種苗・フラワーラッピング・フラワーアレンジメント
- ペットセンター - トリミング・生体販売など
- オートセンター - 自動車整備
- 自転車工房 - パンク修理など
- お客様工作室 - 木材カット・穴あけなど
- リフォームディオ - リフォーム
- リペア倶楽部 - 靴やカバンの修理など
- 合カギ - 合鍵作製